# Brønderslev (plaats)
Brønderslev is een plaats in de gelijknamige gemeente in Denemarken. De plaats, sinds 1921 officieel een stad, telt goed 12.000 inwoners.

## Parochie

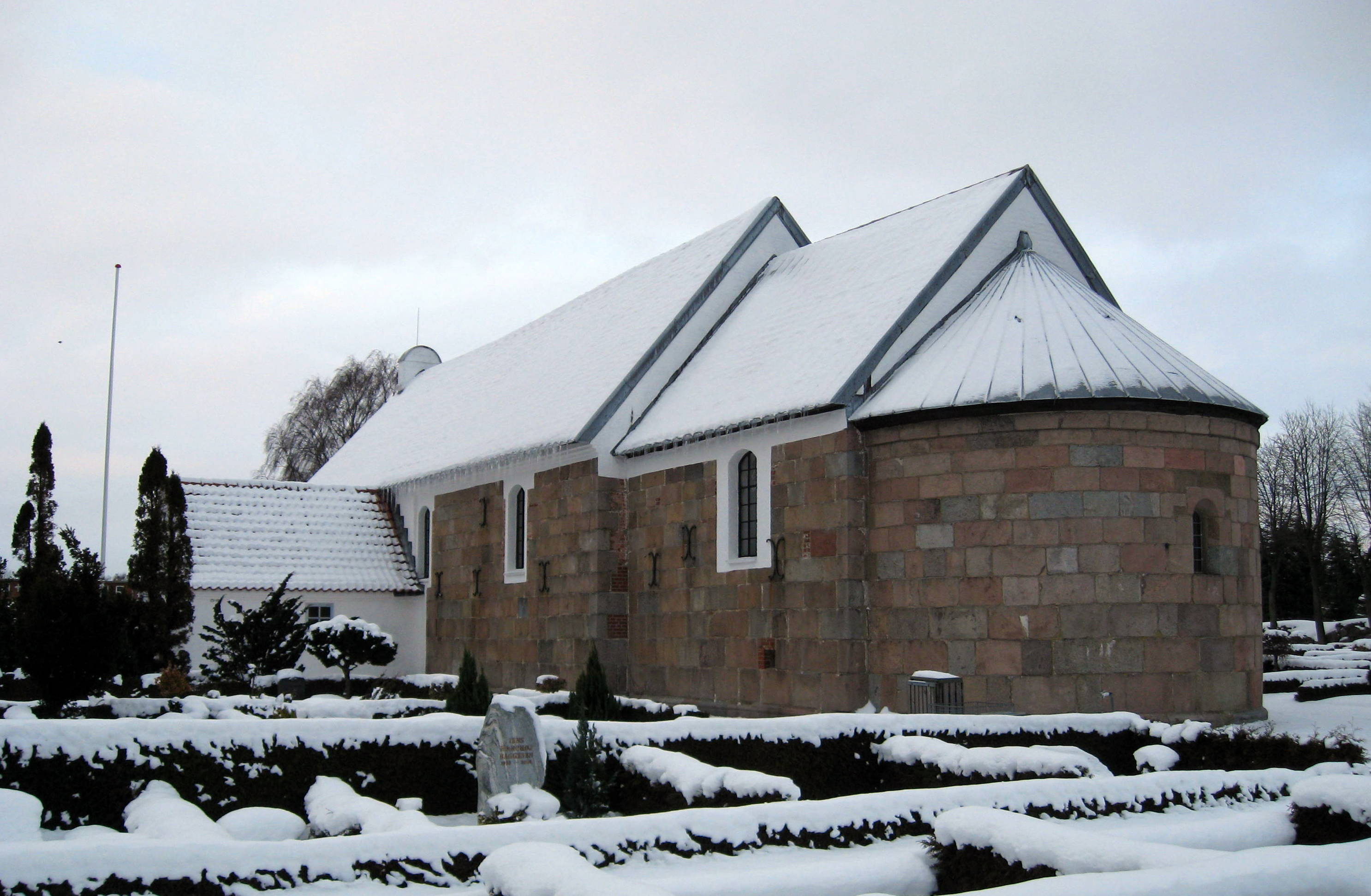
Vester Brønderslev Kirke

Brønderslev ligt in de gelijknamige parochie. Het stadje heeft twee kerken, Vester Brønderslev Kirke uit het midden van de twaalfde eeuw, en Brønderslev Nykirke uit 1922. In het verleden stond de plaats ook bekend als Vester Brønderslev, als onderscheid met het plaatsje Øster Brønderslev.

## Vervoer
De plaats ligt aan de spoorlijn Aalborg - Frederikshavn. Vanaf het station is het 20 minuten tot Aalborg. De belangrijkste wegverbinding is de snelweg E 39 die Aalborg verbindt met Hirtshals en vandaar via de veerboot naar Noorwegen. In Aalborg sluit deze weg aan op de E 45 naar Aarhus en verder naar het zuiden.
- Library of Congress Control Number: n80159729
- MusicBrainz: 10b29f27-c91f-47a7-8614-22438e67c5b2
- Nationale Bibliotheek van Israël: 987007564296205171
- Virtual International Authority File: 140722979
- WorldCat: E39PBJqk4y67jJQhbvdh8gmrv3